# Ралф Шумахер
Ралф Шумахер е германски автомобилен състезател, пилот от Формула 1 и ДТМ, брат на световния шампион Михаел Шумахер. От сезон 2005 е пилот на Тойота.

## Лични данни
Роден е на 30 юни 1975 г. в немското градче Керпен. Женен е за Кора, с която живеят в Залцбург, Австрия. Висок е 1,78 м и тежи 73 кг. На 14 юли 2024 г. Ралф Шумахер "излезе на светло", като обяви, че е хомосексуален. 

## Състезателна дейност
Ралф Шумахер започва да кара картинг още на 3 години на пистата в Керпен. Дебютът му в състезанията е през 1983 г.
- 1993 г. – става втори в шампионата BMW-ADAC Формула Джуниър
- 1994 г. – трети в германския шампионат на Формула 3
- 1995 г. – победител в Гран при на Макао във Формула 3
- 1996 г. – стама шампион в японската Формула 3000 и Нипон

Дебютът му във Формула 1 е в Гран При на Австралия през 1997 г. с екипа на Джордан. Той успява да се качи на подиума в своето едва трето състезание за Голямата награда на Аржентина. През 1999 г. преминава в екипа на Уилямс, където е съотборник с Алесандро Занарди, известен повече с постиженията си в сериите КАРТ. През 2001 г. в тима идва темпераментният Хуан Пабло Монтоя, с когото Ралф има известни търкания, но в крайна сметка това е един стимул да докаже способностите си. Така през сезона той успява да вземе три победи на пистите Имола, Жил Вилньов и Хокенхаймринг. Сезон 2002 г. е отбелязан само с една победа в Малайзия, но през 2003 г. печели първите места на Нюрбургринг и Маникур, точно когато е критикуван за слабото си каране от широката публика.
През 2004 Ралф пострадва сериозно в катастрофа на състезанието в Индианаполис, което му попречва да вземе участие в доста от стартовете, а съответно и да покаже задоволителен резултат в крайното класиране. В средата на сезона между него и тима на Уилямс възникват проблеми за подновяването на договора му, поради което той предпочита да се обвърже с екипа на Тойота, които са готови да му осигурят приходи, възлизащи на 50 милиона долара. Там ще бъде съотборник с италианеца Ярно Трули.
През 2008 той решава да се състезава за ДТМ за автомобилния отбор на Мерцедес за Мюке Моторспорт. Той завърши сезона на 14-о място само с 3 точки в актива си и това бяха в Нюрбургринг и на пистата Каталуня.